# 摂津親鑑
摂津 親鑑（せっつ の ちかあき/ちかみ）は、鎌倉時代末期の武士・吏僚。北条氏得宗家被官である御内人。旧字体は摂津親鑒。

## 出自
摂津氏は、藤原頼経が鎌倉幕府将軍に推戴されて鎌倉に下向した際、随伴して侍読を担当し、そのまま幕府の吏僚となった中原師員（大外記、摂津守）の子孫である。文官の中では、長井氏に継ぐ家格であり、師員以来、師連、親致、そして親鑑と代々評定衆として幕府に出仕し幕政に参画した。

## 略歴
親鑑は能吏として優れた人物で、文保元年（1317年）に持明院統と大覚寺統の間の調停を執り行って文保の和談を成立させたり、正中3年（1326年）に嘉暦の騒動が起こった際には北条貞顕に執権職に就任するよう懇請するなどの活躍を見せ、能吏として台頭。御内人の宿老に名を連ねるほど重用され、幕政中枢で力を振るった（詳細は下記年譜を参照のこと）。
『太平記』によれば、元弘3年/正慶2年（1333年）、鎌倉幕府が新田義貞の攻撃により滅亡した際には、北条一族初め幕府の要人らと共に滅亡に殉じたとされ、自害に際しては長崎高重から「自分の自害を肴に一献傾けて欲しい」と頼まれ、「かような肴を献じられては、下戸でも飲まないわけには行かない」と、快諾して一献傾け、切腹したと伝わる。

## 年譜
※日付＝旧暦
- 1301年（正安3年）：8月、東使。
- 1305年（嘉元3年）：越訴奉行。
- 1307年（徳治2年）：7月、東使。
- 1312年（正和元年）：8月、越訴頭人。
- 1314年（正和3年）：この頃まで越訴奉行であったことが確認される。
- 1315年（正和4年）：5月、問注所執事であった太田時連の補佐となる。6月、鶴岡八幡宮（同年3月8日夜に焼失）造営（＝若宮事始）の大奉行。
- 1317年（文保元年）：3月、文保の和談に際して東使として上洛。
- 1324年（正中元年）：7月、御所奉行。
- 1325年（正中2年）：5月25日、御所奉行。
- 1326年（嘉暦元年）：3月の評定の際の評定衆として確認ができる。この頃出家（法名：道準）か。
- 1327年（嘉暦2年）：4月17日、五番引付頭人。
- 1330年（元徳2年）：1月24日、四番引付頭人。
- 1331年（元弘元年）：1月23日、引付改編により引付頭人を辞す。
- 1333年（元弘3年）5月22日、東勝寺合戦にて自刃。

（以上は細川重男の「基礎表」および 永井晋の考証による。）